# Di Melo (álbum)
Di Melo é o primeiro álbum do músico recifense Di Melo, lançado em 14 de janeiro de 1975 pela gravadora EMI-Odeon. O álbum hoje é considerado uma raridade, e é muito procurado por colecionadores de discos e DJs do mundo inteiro. O disco teve uma rápida aparição no clipe dos Black Eyed Peas: "Don't stop the party".
A música "A vida em seus métodos diz calma" apareceu na coletânea Blue Brazil 2, em 1997, dando-se assim a redescoberta do trabalho de Di Melo.
Em 2022, o álbum foi considerado um dos 500 maiores discos da música brasileira, em votação do podcast Discoteca Básica.

## Antecedentes
Quando Di Melo se mudou de Recife para São Paulo, em 1968, começou a tocar nos bares da cidade. Um deles era o bar Jogral. Em 1975, estava tocando lá, e após o show, a cantora Alaíde Costa o apresentou para o então diretor da EMI-Odeon: Moacir Meneghini Machado. Ele ouviu o trabalho de Di Melo, gostou, e logo o contratou.
O álbum ficou totalmente pronto em 8 dias.

### Fotografias
As fotografias que aparecem na capa e contracapa do álbum foram feitas por Carlos A. Duttweller. Para as fotografias saírem daquela forma, foram apagadas as luzes do estúdio e uma luz infravermelha foi acionada.

## Relançamentos
O primeiro relançamento do álbum foi feito em 2002, na coleção Odeon 100 Anos, em formato CD. Já em 2011, o álbum foi reeditado no formato LP pelo selo Brasilis Grooves (capa gatefold) e em 2013, pelo selo francês Superfly Records. Em 2018, o selo Fatiado Discos lançou uma edição especial em vinil, com fotos inéditas de Di Melo e capa gatefold.

## Lista de faixas

### Lado A
| N.º | Título                             | Compositor(es)              | Duração |  |
| 1.  | "Kilariô"                          | Di Melo                     | 2:49    |  |
| 2.  | "A vida em seus métodos diz calma" | Di Melo                     | 3:45    |  |
| 3.  | "Aceito tudo"                      | Vidal França, Vithal        | 2:58    |  |
| 4.  | "Conformópolis"                    | Waldir Wanderlei da Fonseca | 2:45    |  |
| 5.  | "Má-lida"                          | Di Melo                     | 3:32    |  |
| 6.  | "Sementes"                         | Di Melo                     | 1:34    |  |

### Lado B
| N.º | Título                       | Compositor(es)             | Duração |  |
| 1.  | "Pernalonga"                 | Di Melo                    | 2:46    |  |
| 2.  | "Minha estrela"              | Di Melo                    | 2:32    |  |
| 3.  | "Se o mundo acabasse em mel" | Di Melo                    | 4:09    |  |
| 4.  | "Alma gêmea"                 | Di Melo                    | 3:59    |  |
| 5.  | "João"                       | Maria Cristina Barrionuevo | 2:28    |  |
| 6.  | "Indecisão"                  | Terrinha                   | 2:00    |  |

## Ficha técnica
- Heraldo do Monte - Viola e violão

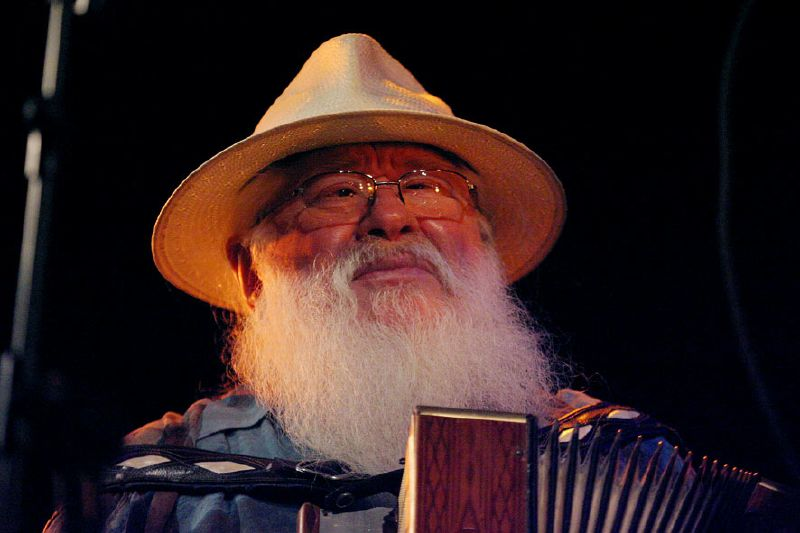
Hermeto Pascoal tocou flauta e teclados.

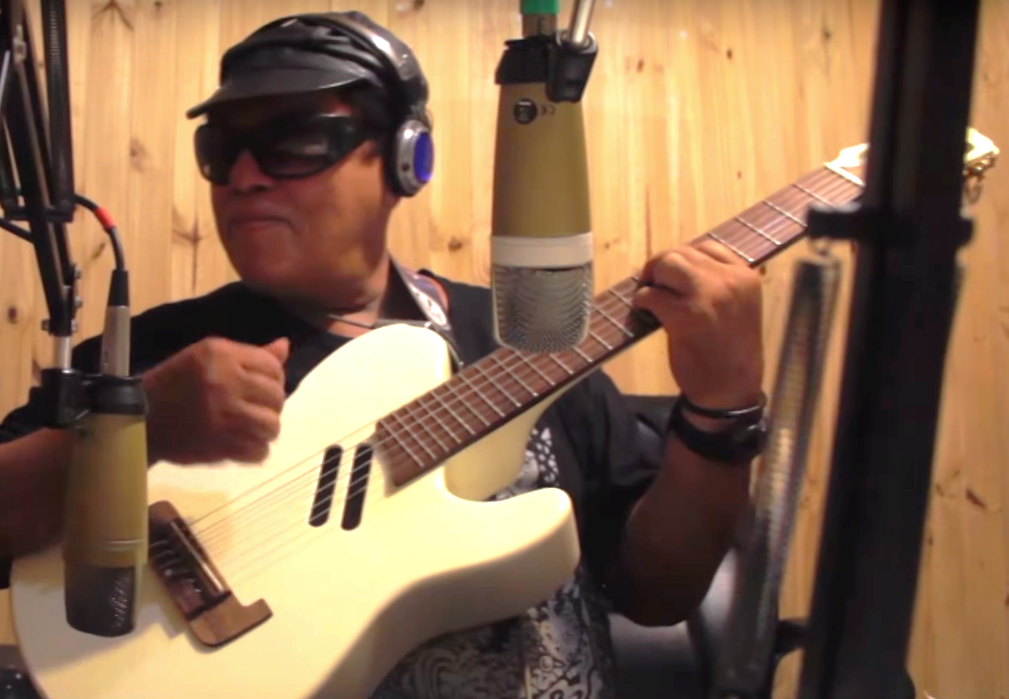
Di Melo compôs a maioria das músicas do álbum, exceto Aceito Tudo, Conformópolis, João e Indecisão.

- Hermeto Pascoal - Flauta e teclados
- Cláudio Beltrame - Contrabaixo
- Ubirajara Chalar - Sintetizador
- Dirceu Medeiros - Bateria
- Bolão - Sax
- Capitão - Piston
- Coro da Eloá - Coro
- Luiz Melo - Teclado
- Geraldo Vespar - Arranjos, violão, orquestração e regência
- José Briamonte - Direção musical e maestro
- Waldemar Marchette - Arregimentação
- Zilmar R. de Araújo - Coordenação, assistente de produção e técnico de gravação
- Osmar Furtado - Corte
- Carlos A. Duttweller - Fotos
- Di Melo - Voz e composições (exceto faixas A3, A4, B5 e B6)